# Nohad Salameh
Pour les articles homonymes, voir Salameh.
Nohad Salameh, née en 1947 à Baalbek (Liban), est une femme de lettres et poète française d'origine libanaise.

## Biographie
Elle est née en 1947 à Baalbek. De son père, Youssef Salameh, poète en langue arabe et fondateur du magazine littéraire Jupiter, puis du bimensuel politique Al-Asr, elle hérite le goût des mots et l'approche vivante des symboles. Après des études à l'École Supérieure des Lettres de Beyrouth, elle est révélée toute jeune par le poète Georges Schehadé, qui voit en elle une « étoile prometteuse du surréalisme oriental ».
Elle publie son premier recueil de poèmes L'Echo des souffles en 1968 et se lance dans le journalisme littéraire. Ses articles figurent dans le quotidien Le Soir. En 1973, elle dirige le service culturel du journal francophone As-Safa, puis, de 1976 à 1988, celui du quotidien Le Réveil fondé par le Président Amine Gemayel.
La rencontre à Beyrouth, en 1972,  du poète et écrivain français Marc Alyn (qui écrit pour elle Le Livre des amants, publié en 1988) bouleverse sa vie; elle l'épouse en pleine guerre civile et s'installe à Paris en 1989.
Elle a fait paraître plusieurs recueils de poèmes et divers essais. Le poète Jean-Claude Renard salue son « écriture à la fois lyrique et dense, qui s'inscrit dans la lignée lumineuse de Schehadé parmi les odeurs sensuelles et mystiques de l'Orient ».
Selon elle, « le poème, soustrait à la géographie, prolonge en tous sens la notion de territoire intérieur, demeurant une voix ample et multiple à l'écoute de tous les messages et de tous les silences ».
Elle reçoit le Prix Louise-Labé en 1988 pour L'Autre Écriture, le Grand Prix de Poésie d'automne de la Société des gens de lettres en 2007, le prix de poésie Louis-Montalte en 2008, le Prix Paul-Verlaine de l'Académie française en 2013 pour D'Autres annonciations et le Prix de poésie européen Léopold Sédar Senghor en 2020.

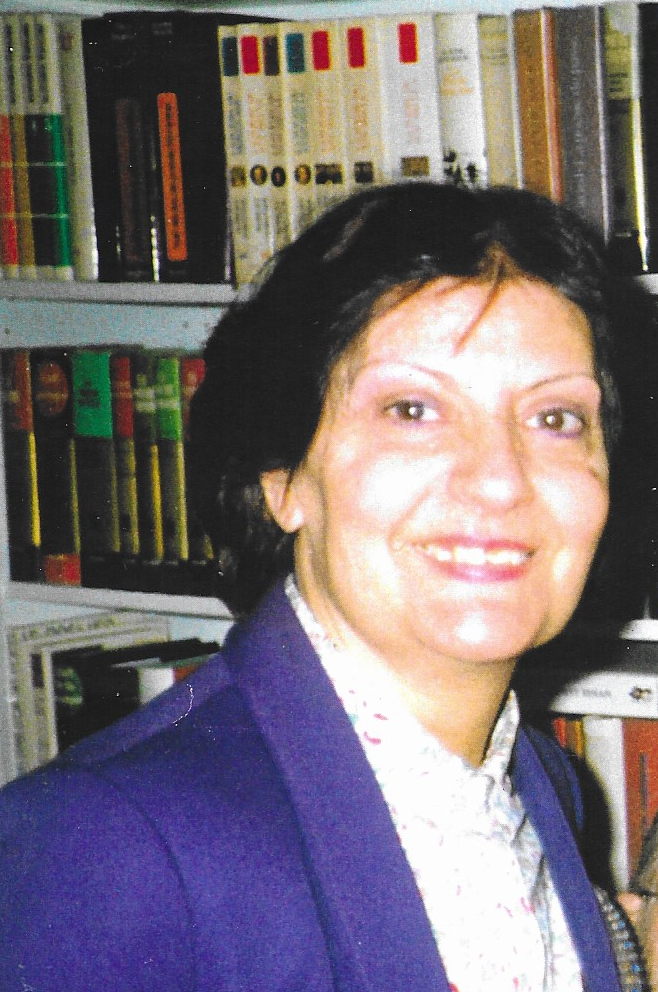
Nohad Salameh en 2008.

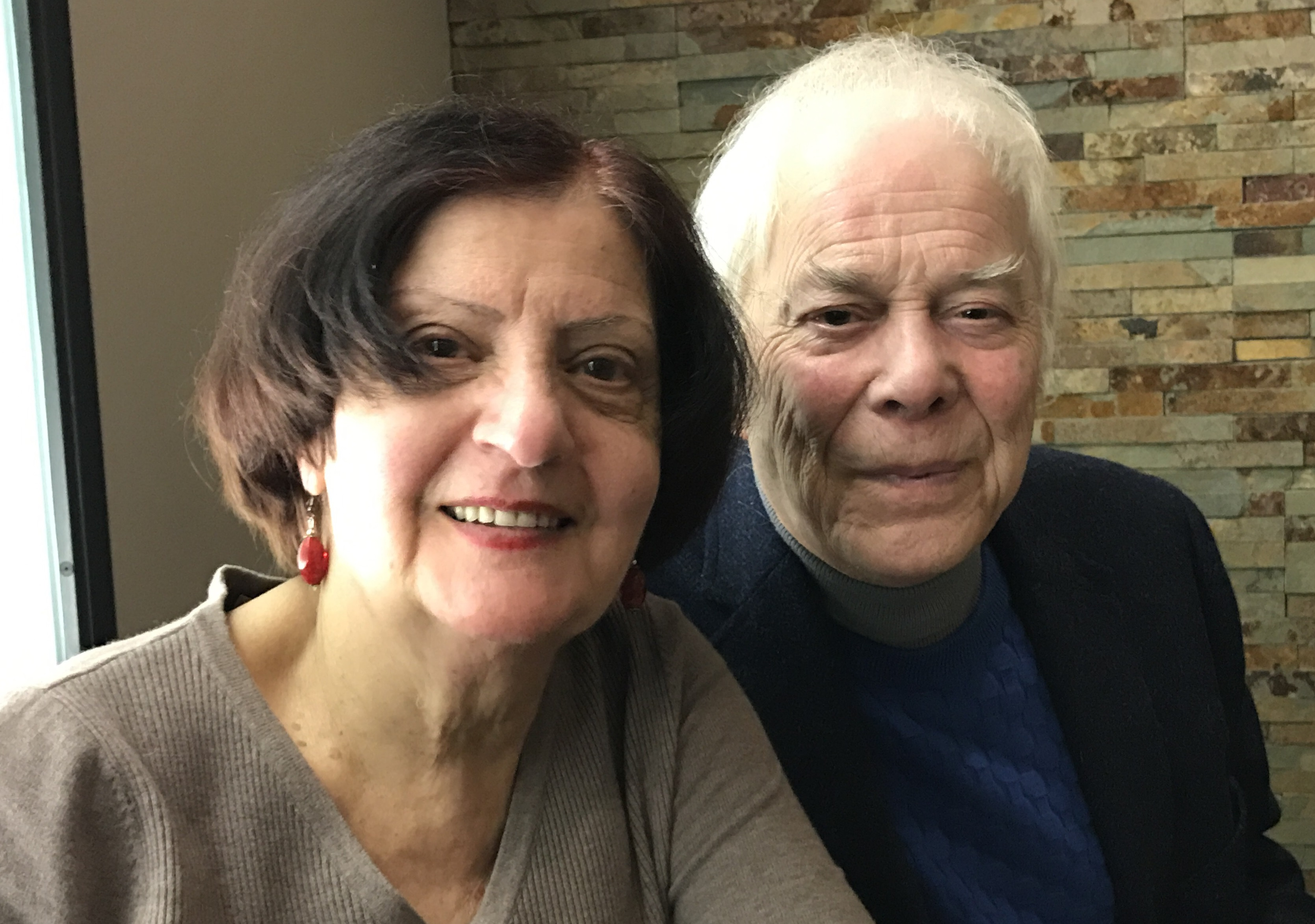
Nohad Salameh et Marc Alyn en 2018

En 2014, un Fonds Nohad Salameh a été créé au Liban, au Centre patrimonial Phénix de l'Université Saint-Esprit de Kaslik. En 2021, Nohad Salameh donne un ensemble d'archives, de manuscrits et de livres d'artistes à la bibliothèque Carnegie de Reims.
Officier dans l'ordre des Palmes académiques (2002), elle est membre du jury du Prix Louise Labé depuis 1990.
Ses poèmes ont été traduits en arabe, espagnol, roumain et serbe.

## Publications (extrait)

### Poésie
- Les Enfants d'avril, Le Temps Parallèle, 1980.
- Folie couleur de mer, Le Temps Parallèle, 1983.
- L'Autre Écriture, Dominique Bedou, 1987 (Prix Louise-Labé 1988).
- Les Enfants d'avril augmenté d'inédits avec des lavis d'Assadour, Vendémiaire, 1990.
- Chants de l'avant-songe, Cinq Continents, 1993.
- Les lieux visiteurs, Cinq Continents, 1997.
- La Promise, Cinq Continents, 2000.
- L'oiseleur, gravures de Pierre Cayol, Vendémiaire, 2000.
- Baalbek, les demeures sacrificielles, éditions du Cygne, 2007.
- La Revenante, Voix d'encre, 2007.
- Passagère de la durée, avec dix lavis de Colette Deblé, PHI, 2010.
- D'autres annonciations, poèmes 1980-2012, éditions Le Castor astral, 2012.
- Le Livre de Lilith, avec deux lavis de Colette Deblé, éditions L'Atelier du Grand Tétras, 2016.
- Les Eveilleuses, L’atelier du Grand Tétras, 2019.

### Essais
- Les Racines du chant. Poésie libanaise francophone, 1920-1991, Coup de Soleil, n° 22/23, 1991.
- Rimbaud l'Oriental, Cahiers Poésie Lascours, 1991.
- Proche-Orient : l'Image ou la quête du Lieu, Cahiers Poésie Lascours, 1993.
- Marcheuses au bord du gouffre, Onze figures tragiques des Lettres féminines, La Lettre volée, 2018.

### Correspondance
- Ma menthe à l'aube, mon amante : correspondance amoureuse, Marc Alyn, Nohad Salameh, Pierre-Guillaume de Roux, 2019.

## Illustrations d'ouvrages
- Émergence, 1988. Collage et gouache.Texte en français et en arabe. Exemplaire unique.
- Du bleu de la femme, 1992. Collages gouachés en bleu. Texte en français et en arabe. Signature manuscrite de l'auteur.
- Chat des Neuf Vertus, Chat contre la mort et Chat de la Résurrection, 2000. Collages gouachés en couleur. Texte en français et en arabe.
- La Revenante, 2007. Manuscrit avec 7 illustrations et collages.
- L’envol immobile, 2010. Collages de l’auteur.
- Passagère de la durée, 2010. Manuscrit avec 6 collages.
- Le livre de Lilith, 2016. Manuscrit avec 5 collages.
- Baalbek, Les Demeures sacrificielles, 2017. 10 illustrations et collages, manuscrit avec texte en français, arabe et anglais.
- [Les alphabets du feu], 2017. Collage conçu pour les Alphabets du Feu de Marc Alyn édité en 2018 au Castor Astral. Texte en français et en arabe.

## Livres d'artistes
- Etel Adnan, En lévitation, 2016. Illustrations à la craie grasse en couleur.
- Jean-Noël Bachès, Présences pourpres, 2008. Gouaches.
- Jean Noël Bachès, Lecture transversale, 2011. Crayon et gouaches.
- Jean Noël Bachès, Parlez, 2011. Crayon et gouaches.
- Lô (Laurence Bourgeois), Cœur sur table, 2010. Livre de verre et de papier.
- Lô (Laurence Bourgeois)[9], Migrateurs, 2010. Livre de verre et de papier.
- Lô (Laurence Bourgeois), Renaître, 2011. Livre de verre et de papier.
- Lô (Laurence Bourgeois), L'issue, [s.d.]. Livre de verre et de papier.
- Lô (Laurence Bourgeois), Naissance, [s.d.]. Livre de verre et de papier.
- Lô (Laurence Bourgeois), Origine, [s.d.]. Livre de verre et de papier.
- Colette Deblé, [Piero di Cosimo 1462-1522, Andromède libérée par Persée vers 1515], 1995. Encres gouachées en couleur.
- Colette Deblé, [Salvador Dali, Jeune vierge, 1954], 1995. Encres et gouaches.
- Colette Deblé, [Henri Matisse 1869-1954, The large Woodcut, 1906], 1998. Encres et gouaches.
- Colette Deblé, [Gustave Doré, Les Benjamins enlèvent les filles de Silo], 1998. Encres et gouaches.
- Colette Deblé, [Michel-Ange 1475-1564, La création d’Adam. Eve], 1999. Encres et gouaches en noir et blanc.
- Colette Deblé, [René Piot, Femme nue], 2002. Encres et gouaches en noir et blanc.
- Colette Deblé, Les crépusculaires, Peauésie de l'Adour, 2010. Encres gouachées sur feuille de riz.
- Colette Deblé, La voyageuse de minuit, Peauésie de l'Adour, 2010. Encres gouachées sur feuille de riz.
- Colette Deblé, Les mots, Peauésie de l'Adour, 2010. Encres gouachées sur feuille de riz.
- Colette Deblé, Vers le pelage gris du Feu, 2010. Encres gouachées.
- Colette Deblé, [Aristide Maillol, 1861-1944, Dialogue, 1935], [s.d.]. Encres et gouaches en noir et blanc.
- Maria Desmée, [Ecrire les entrailles du monde...], [s.d.]. Encres et gouaches.
- Dominique Pinchi, Des aubes qui nous ressemblent, 2010. Aquarelles en couleur.
- Dominique Pinchi, Vénitiennes, 2011. Aquarelles en couleur.
- Dominique Pinchi, D’or fluide, 2013. Encre aquarellée en noir et blanc et en couleur.
- Dominique Pinchi, L’ailleurs, ici, 2013. Aquarelles en noir et blanc et en couleur.
- Dominique Pinchi, L’eau, l’exil, 2013. Encre aquarellée en noir et blanc et en couleur.
- Dominique Pinchi, Rose plurielle, 2013. Aquarelles en couleur.
- Dominique Pinchi, Visage neuf, 2013. Aquarelles en noir et blanc et en couleur.
- Dominique Pinchi, Bacchus, 2015. Gouaches en couleur.
- Dominique Pinchi, Besoin d’Orient, 2015. Gouache en couleur.
- Dominique Pinchi, La muraille, 2015. Gouache en couleur.
- Dominique Pinchi, L'artiste, 2015. Gouaches et aquarelles en couleur.
- Dominique Pinchi, L’onde et l’argile, 2015. Encre aquarellée en couleur.
- Dominique Pinchi, Métempsychose, 2015. Gouache en couleur.
- Dominique Pnchi, Visage / Partage, 2015. Encre aquarellée en couleur.
- Dominique Pinchi, La voix, l’infini, [s.d.]. Aquarelles en couleur.
- Dominique Pinchi, Massacre de soleils, [s.d.]. Aquarelles en couleur.
- Dominique Pinchi, Villes arbres, [s.d.]. Aquarelles en couleur.
- Youl[10], Visiteurs, 2007. Encres et gouaches en couleur.
- Youl, A bord d'une barque, 2008. Motifs peints et éléments végétaux collés.
- Youl, Anges sauvages, 2008. Feuilles de papyrus décorées d'éléments végétaux peints et collés.
- Youl, Identité, 2008. Encres, gouaches et collages en couleur.
- Youl, Les oracles, 2008. Collages, feutres et gouaches.
- Youl, Premier voyage, 2008. Collages.
- Youl, Le sel mauve, 2008. Encres en couleur et collage.
- Youl, Dieux de soleil liquide, 2009. Encres en couleur et collages.
- Youl, En eux, le bleu, 2009. Gouaches en couleur.
- Youl, L'éventail, 2010. Gouaches en couleur.
- Youl, Renaître, 2010. Collages.
- Youl, Rendre grâce, 2010. Collages.
- Youl, Trajectoire, 2010. Encres, gouaches et collages en couleur.
- Youl, Végétation de Songes, 2010. Encres et aquarelles en couleur.
- Youl, Asie, 2011. Encres, gouaches et collages en couleur.
- Youl, Un fracas d'aubes, [s.d.]. Gouaches en couleur.
- Souleïma Zod, La chambre, 2010. Encre aquarellée en couleur.
- Souleïma Zod, Les confins, 2010. Encre aquarellée en couleur.
- Souleïma Zod, Initiales, 2011. Encre aquarellée en couleur.

## Exposition
- Du 14 mai au 27 août 2022 : Nohad Salameh, passagère de la durée, commissariat de Coline Gosciniak, bibliothèque Carnegie de Reims